# W. Chump and Sons Ltd.
W. Chump & Sons Ltd. — це незалежна телевізійна виробнича компанія, яка була заснована в липні 2015 року у Великій Британії. Штаб-квартира знаходиться на Power Road, Чизік, Лондон і заснована Джеремі Кларксоном, Річардом Гаммондом, Джеймсом Меєм та Енді Вілменом.
Станом на 2016 рік компанія W. Chump & Sons Ltd. займається виробництвом телевізійного шоу The Grand Tour для компанії Amazon Video.

## Структура компанії
Chump Holdings Limited (назва походить від перших літер прізвищ директорів) — холдингова компанія для групи компаній. Відносини між Кларксоном, Гаммондом, Меєм та Вілменом, а також контроль за компанією прописаний на 46 сторінках статуту компанії.
У серпні 2015 року агентству з нерухомості Martin Burke & Associated була поставлена задача знайти офіс з великою парковкою в Гаммерсміті, Чизіку чи Ноттінг-Гілл. Спочатку компанія використовувала тимчасовий офіс в Ноттінг-Гілл. В жовтні 2015 року W. Chump & Sons взяла в оренду на три роки офіс Power Road Studios в Чизіку. Компанія переїхала в новий офіс в січні 2016 року.
Друга компанія W. Chump & Sons Productions Limited (номер компанії 09715710) була зареєстрована у вересні 2015 року Енді Вілменом як єдиним директором. Третя компанія Chump Productions Ltd. (номер компанії 09806303) була зареєстрована 2 жовтня 2015 року Кларксоном, Гаммондом, Меєм і Вілменом як директорами, а сама компанія належить Chump Holdings.
23 грудня 2015 року стало відомо про реєстрацію ще однієї компанії, яка має назву W. Chump & Sons (Mugs & T-Shirts) Limited (номер компанії 09928481), директорами компанії є Кларксон, Гаммонд, Мей і Вілмен, а також Ернесто Шмітт.
16 червня 2016 року офіс компанії W. Chump & Sons відвідав британський прем'єр Девід Камерон.

## Автомобілі
Наприкінці 2015 року компанія придбала чотири автомобілі Reliant Robin, кожен з яких коштує по £15,000.